# El ruido de las cosas al caer
El ruido de las cosas al caer es una novela del colombiano Juan Gabriel Vásquez, ganadora del premio Alfaguara 2011.
La obra fue merecedora del Premio Alfaguara de novela 2011, convirtiéndose en la segunda obra colombiana en recibir el premio, precedida en el certamen por Delirio de Laura Restrepo en 2004 y seguida en el listado de Colombianos por El mundo de afuera de Jorge Franco y más recientemente por Los abismos de la caleña Pilar Quintana. Debe recordarse que este es uno de los premios con mayor recepción en la literatura Hispanoamericana.

## Trama
El ruido de las cosas al caer relata la vida de un joven profesor de Derecho de la Universidad del Rosario, Antonio Yammara, y la relación que sostiene con Ricardo Laverde, un enigmático hombre con el que conversa en un billar de Bogotá y del que se sabe poco sobre su pasado. Sin embargo, la incipiente y fría relación entre ellos dará un giro inesperado el día en que Ricardo y Antonio sufran un atentado, en el cual Antonio saldrá herido, lo que lo lleva a empezar a investigar sobre el pasado de su compañero, para entender qué había provocado que fuera ordenada su muerte.